# Hector Cuelenaere
Hector Pierre Joseph Marie Cuelenaere, né le 20 mars 1881 à Maldegem et y décédé le 18 avril 1957 fut un homme politique catholique belge.
Il fut docteur en droit; élu conseiller communal de Maldegem (1907), échevin (1908-26) et bourgmestre (1926-33), conseiller provincial de la province de Flandre-Orientale (1908-21), député de l'arrondissement de Gand-Eeklo (1921-25), puis suppléant de Auguste Huyshauwer (1926-28) et sénateur de l'arrondissement de Gand-Eeklo (1928-36), suppléant de Théophile Libbrecht.

## Sources
- Bio sur ODIS